# يرهان (المهرة)

تعديل مصدري - تعديل

يرهان هي إحدى قرى عزلة جاذب بمديرية حوف التابعة لمحافظة المهرة، بلغ تعداد سكانها 10 نسمة حسب تعداد اليمن لعام 2004.